# Крайнов, Николай Иванович
Николай Иванович Крайнов — сотрудник советских органов государственной безопасности и охраны правопорядка, начальник Управления КГБ по Московской области, генерал-майор (лишён звания по факту дискредитации).

## Биография
В органах государственной безопасности и охраны правопорядка — с 1932. С 1934 — заместитель начальника политотдела по работе ОГПУ-НКВД свиносовхоза «Большевик». В 1937—1938 — начальника отделения экономического отдела Управления НКВД Московской области. С 1940 — начальник водного отдела Управления НКВД Московской области. В 1943 — начальник Экономического отдела УНКВД Московской области, с июня этого же года — начальник 2-го отдела Управления НКГБ Московской области. С июля 1945 — заместитель начальника УНКГБ Московской области. С июля 1950 — начальник управления милиции и заместитель начальника Управления МГБ Московской области. С января 1954 был начальником Московской школы переподготовки начальствующего состава милиции, а уже с апреля 1954 — начальник Управления КГБ по Московской области, освобождён от этой должности в апреле 1956, исключён из КПСС и лишён звания генерала.

### Звания
- Комиссар милиции 2-го ранга;
- Генерал-майор.[1]